# Onde de Love

Aspect du déplacement

Pour les articles homonymes, voir onde (homonymie).
L'onde de Love est un type d'onde se propageant à la surface d'un milieu solide semi-infini, et notamment d'onde sismique. Elle a été découverte par Augustus Edward Hough Love en 1911. Son déplacement est comparable à celui des ondes S sans le mouvement vertical. Les ondes de Love provoquent un ébranlement horizontal qui est la cause de nombreux dégâts aux fondations d'un édifice qui n'est pas une construction parasismique. Les ondes de Love se propagent à environ 4 km s−1.